# Dawro jezik
Dawro jezik (dauro, kullo, cullo, ometay; ISO 639-3: dwr), jezik istoimenog naroda kojim govori blizu 260 000 ljudi u zoni Dawro čije je glavno središte grad Tercha u Etiopiji. Dijalekti su mu konta (conta) i kucha (kusha, koysha). Donedavno je smatran dijalektom jezika gamo-gofa-dawro, iz kojeg su sva tri dijalekta izdvojeni i priznati kao posebni jezici.
Etnička grupa Dawro posjeduje uz vlastiti jezik i svoju vlastitu kulturu, norme i životni stil

## Glasovi
29: b "d "t "d< "t' g k k' "ts "ts' tS dZ f "z "s S m "n w "l "rr j ? h i "e a "o u

## Vanjske poveznice
- Gamo-Gofa-Dawro, Ethnologue (16th)
- [ Ethnologue (14th)] /
- [ Ethnologue (15th)] /
- [ Ethnologue (16th)] /